# Брикнер, Сабольч
Са́больч Бри́кнер (венг. Brickner Szabolcs; род. 1980, Будапешт) — венгерский певец (тенор).

## Биография
Сабольч Брикнер окончил будапештскую Музыкальную академию имени Листа по классам кларнета и вокала, затем совершенствовал своё мастерство в Аугсбургской Высшей школе музыки у Эдит Винс и Ханса Иоахима Байера, брал также частные уроки у Николая Гедды. В 2007 г. дебютировал на сцене Будапештской оперы в партиях Тамино («Волшебная флейта» Моцарта) и Неморино («Любовный напиток» Доницетти). В 2008 г. одержал победу на Международном конкурсе имени королевы Елизаветы в Брюсселе, исполнив в финале произведения Мейербера, Верди, Чайковского, Малера и Бриттена.